# Ubuntu Kylin
Ubuntu Kylin – oficjalna wersja systemu Ubuntu przeznaczona dla użytkowników z Chin.
System powstał jako kontynuacja porzuconego projektu KylinOS. W 2013 roku Canonical porozumiał się z Ministerstwem Przemysłu i Informatyzacji Chińskiej Republiki Ludowej w sprawie współtworzenia systemu operacyjnego, opartego na Ubuntu, ukierunkowanego na chińskiego użytkownika.
Pierwsze oficjalne wydanie Ubuntu Kylin, 13.04, zostało wydane w dniu 25 kwietnia 2013 roku – w tym samym dniu, co Ubuntu 13.04. Względem protoplasty różniło się lepszą obsługą chińskich metod wprowadzania, dodaną aplikacją chińskiego kalendarza, wskaźnika pogody i funkcją wyszukiwania muzyki online w Dashu.
Przyszłe wersje będą obejmować integrację z usługą map Baidu, usługę zakupów – Taobao, a także wersje programów biurowych i narzędzi zarządzania obrazu. Canonical współpracuje również z Ministerstwem Przemysłu i Technologii Informacyjnych przy wersji systemu przeznaczonej na serwery.

## Zainstalowane pakiety
Ubuntu Kylin jako środowiska graficznego używa zmodyfikowanej wersji Unity zintegrowanego z, popularnymi w Chinach, wyszukiwarką Baidu i sklepem internetowym Taobao.
- 中国音乐搜索 (Unity Music Scope for China): Dodatek do Unity integrujący je z chińskim internetowym sklepem muzycznym[4].
- 中国农历软件 (Chinese Calendar): Chiński kalendarz, stworzony specjalnie dla tego systemu[4].
- 中国天气软件 (China Weather Indicator): Program do prognozy pogody[4].
- 小企鹅输入法 (Fcitx Input Method): Program pozwalający na wpisywanie chińskich znaków w systemie[4].
- WPS办公套件Ubuntu Kylin版 (WPS for Ubuntu Kylin): Pakiet biurowy Kingsoft Office zmodyfikowany z myślą o Ubuntu Kylin[4].

## Wydania
| Legenda:                          | Legenda:                       | Legenda:        | Legenda:                | Legenda:         |
| --------------------------------- | ------------------------------ | --------------- | ----------------------- | ---------------- |
| wersja przestarzała; niewspierana | wersja przestarzała; wspierana | aktualna wersja | aktualna wersja testowa | wersja planowana |

| Wersja    | Nazwa kodowa     | Polskie tłumaczenie | Data wydania         | Wsparcie do   | Pobierz |
| --------- | ---------------- | ------------------- | -------------------- | ------------- | ------- |
| 13.04     | Raring Ringtail  | Zapalona Kotofretka | 25 kwietnia 2013     | styczeń 2014  | DVD     |
| 13.10     | Saucy Salamander | Zuchwała Salamandra | 17 października 2013 | lipiec 2014   | DVD     |
| 14.04 LTS | Trusty Tahr      | Wierny Tar          | 17 kwietnia 2014     | 2019          | DVD     |
| 14.10     | Utopic Unicorn   | Utopijny Jednorożec | 23 października 2014 | kwiecień 2015 | DVD     |
| 15.04     | Vivid Vervet     | Barwna Werweta      | 23 kwietnia 2015     | styczeń 2016  | DVD     |
| 15.10     | Wily Werewolf    | Przebiegły Wilkołak | 22 października 2015 | lipiec 2016   | -       |

## Galeria

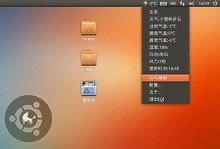
Program do prognozy pogody
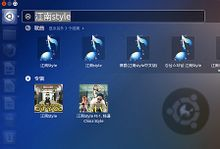
Dodatek do Unity integrujący z Chińskim internetowym sklepem muzycznym
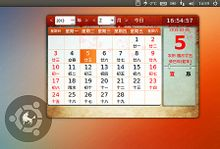
Kalendarz chiński